# Aka insidiosa
Aka insidiosa är en svampdjursart som först beskrevs av Johnson 1899.  Aka insidiosa ingår i släktet Aka och familjen Phloeodictyidae.
Artens utbredningsområde är Madeira. Inga underarter finns listade i Catalogue of Life.